# Saint-Louis, Québec
Saint-Louis är en kommun i provinsen Québec i Kanada. Den ligger i regionen Montérégie, i den sydöstra delen av landet, 220 km öster om huvudstaden Ottawa. Antalet invånare var 740 vid folkräkningen 2021. Landarean är 47 kvadratkilometer.